# Urech乙内酰脲合成
Urech乙内酰脲合成：α-氨基酸用氰酸钾的水溶液处理，首先得到相应的脲基乙酸盐，脲基乙酸和25％盐酸共热时容易转化为内酰胺，即乙内酰脲。

氨基酸α-碳上的其他取代基在反应后变为5-位上的取代基。因此如果用丙氨酸作原料，产物将是5-甲基乙内酰脲。N-取代氨基酸则生成1-取代乙内酰脲。如果用硫氰酸盐代替氰酸盐，则得到2-乙内酰硫脲。
这个方法用于分离蛋白质水解得到的氨基酸混合物，尤其是简单的一元氨基一元羧酸，因为它们的水溶性使它们在水中难以分离，可将其转化为乙内酰脲，由于乙内酰脲的溶解性比氨基酸要小得多，能够用分步结晶将其分离。乙内酰脲水解又得到氨基酸，不过氨基酸会在同时发生外消旋化。